# Eros House

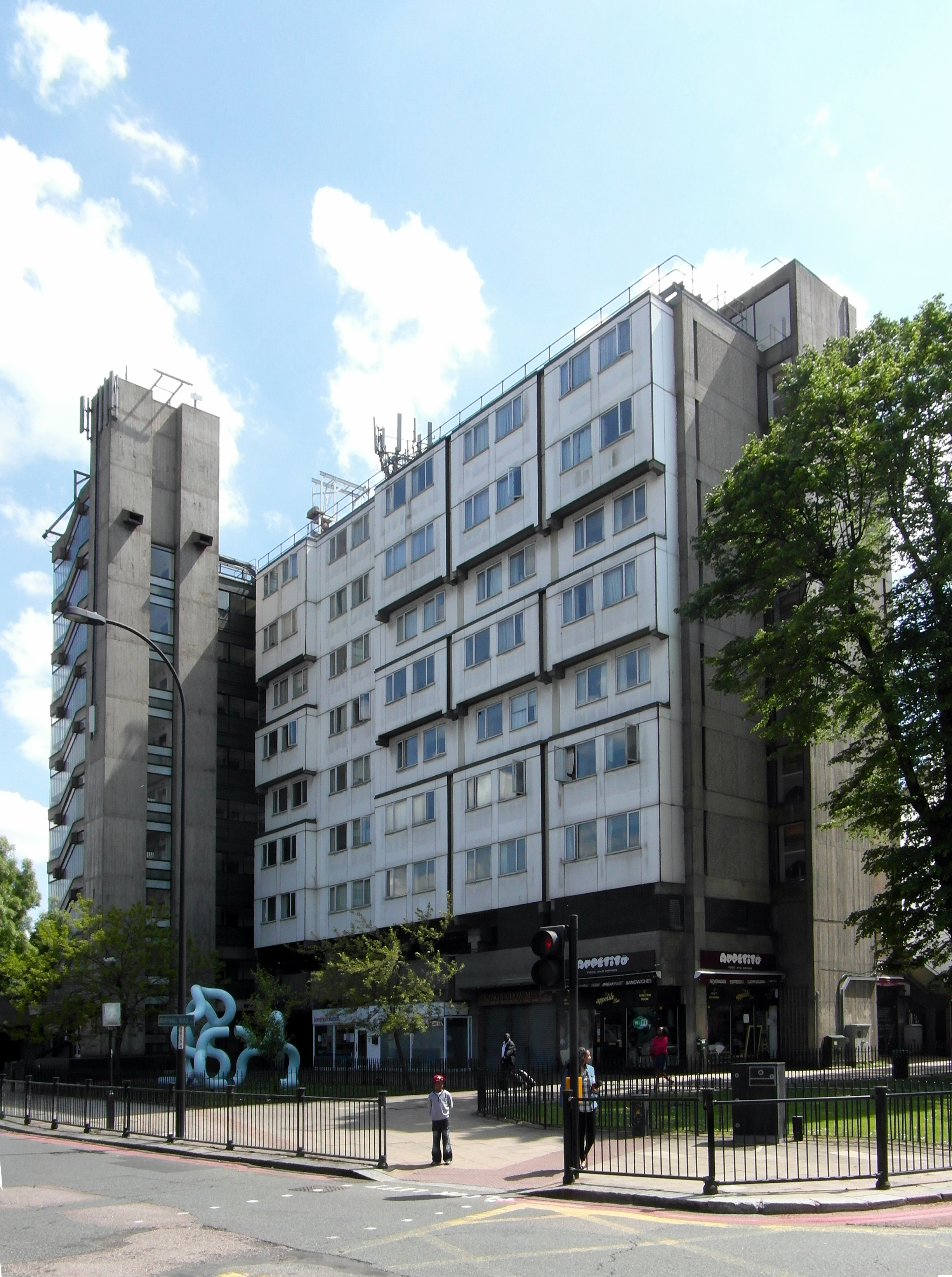
Eros House (Blick von der Rushey Road; 2013)

Eros House ist ein preisgekröntes neungeschossiges Gebäude im südlichen London, das 1962 fertiggestellt wurde. Es gilt in seiner ursprünglichen Form als eines der frühesten und reinsten Werke des Brutalismus in der britischen Hauptstadt. Eros House war anfangs ein Geschäfts- und Bürokomplex. Seit einem Umbau in den 1990ern, der den Charakter des Gebäudes erheblich veränderte, dient es überwiegend als Wohnhaus. Im 21. Jahrhundert ist es zu einem sozialen Brennpunkt geworden.

## Lage
Eros House ist südlich der Themse im Stadtteil Catford im London Borough of Lewisham gelegen. Das Grundstück grenzt an die Brownhill Road, die ein Teil der Ringstraße South Circular Road (A 205) ist, und an die Rushey Road, die hier aufeinander treffen.

## Beschreibung

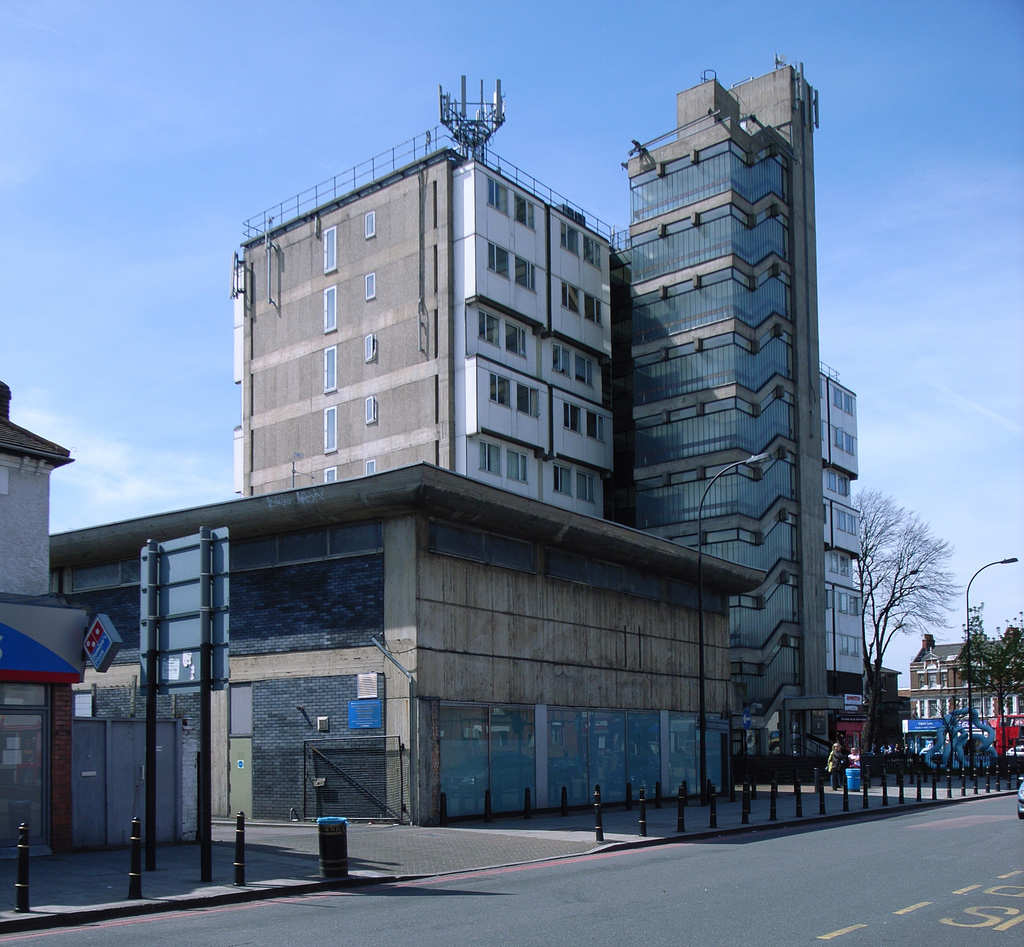
Eros House (Blick von der Brownhill Road, vorn das Gebäude des ehemaligen Supermarkts; 2008)

Eros House wurde 1960 vom Architekturbüro Owen Luder Partnership entworfen; verantwortlicher Architekt war Rodney Gordon (1933–2008).
Das Gebäude folgt dem Stil des Brutalismus, der den Anspruch verfolgte, authentisch bei Material und Konstruktion zu sein. Es hatte daher in seiner ursprünglichen Version Sichtbeton an allen Seiten. Der Grundriss ist rechteckig; die lange Seite verläuft parallel zur Brownhill Road. Die oberen Stockwerke waren ursprünglich mit einer großzügig verglasten Vorhangfassade versehen. Zu den auffallenden Elementen gehört der freistehende Treppenturm an der Brownhill Road, der umfangreich mit Glas verkleidet ist. An der Rückseite ist das Parkdeck über eine Wendeltreppe aus Beton zugänglich.
Zunächst war Eros House ein Geschäfts- und Bürokomplex. Ebenerdig waren Geschäftsräume für Einzelhandel und Gastronomie vorgesehen. In einem separaten Seitenteil unterhielt zeitweise die Supermarktkette J Sainsbury eine Filiale. Das erste Obergeschoss ist ein Parkdeck, das nach mehreren Seiten hin offen ist. Die obersten sieben Stockwerke beherbergten ursprünglich Büroräume.
Das Gebäude in seiner ursprünglichen Form wurde mehrfach ausgezeichnet.
In den 1990er-Jahren erfolgte die Umnutzung der oberen sieben Stockwerke in Wohnraum. Hier wurden insgesamt 63 unterschiedlich große Wohnungen mit ein bis vier Zimmern eingerichtet. Im Zuge dieser Umstrukturierung wurden die Fassadenelemente der langen Gebäudeseiten vollständig durch solche aus hellem Kunststoff mit kleinen Fenstern ersetzt.
In einem Interview, das Owen Luder dem Architects Journal zwei Jahre vor seinem Tod im Januar 2019 gab, äußerte er die Ansicht, dass die Umwandlung von Eros House in einen Wohnkomplex die Integrität des Gebäudes zerstört habe. Er bezeichnete den aktuellen Zustand des Gebäudes als entwürdigend für die Bewohner. Er bemühe sich darum, die Hinweistafel mit seinem Namen von dem Gebäude entfernen zu lassen.

## Geschichte

### Vorherige Bebauung
Der Name des Gebäudes bezieht sich auf Eros, den Gott der begehrlichen Liebe aus der griechischen Mythologie. Eros House übernahm ihn von dem Eros Cinema, das bis 1959 (zusammen mit dem Gaumont Cinema) an seiner Stelle auf dem Grundstück stand. Das Eros Cinema war seinerseits der Nachfolger des 1911 eröffneten Catford Hippodrome gewesen, eines im Edwardianischen Stil gebauten Varietétheaters von Frank Matcham mit mehr als 3600 Sitzplätzen, das seinerzeit zu den größten Unterhaltungseinrichtungen Europas gehörte. Nachdem das Catford Hippodrome im Zweiten Weltkrieg erhebliche Schäden davongetragen hatte, war es nach vorübergehender Schließung und einem Umbau 1952 von einem neuen Betreiber unter dem Namen Eros Cinema als Kino wiedereröffnet worden; 1959 wurde es endgültig geschlossen.

### Neubau 1960 bis 1962
Die Neubebauung des Grundstücks projektierte Bernard Sunley & Sons, einer der erfolgreichsten britischen Immobilienentwickler der 1950er-Jahre. Bernard Sunley, der Gründer und Inhaber des Unternehmens, wurde in Catford geboren. Sunley beauftragte Owen Luder, der ebenfalls aus Südlondon stammte und seit 1957 sein eigenes Architekturstudio betrieb, mit dem Entwurf eines neuen Bürogebäudes für das Grundstück. Die Detailarbeiten erledigte Rodney Gordon, der von 1959 bis 1966 für Luder arbeitete; es war sein erstes Projekt für Luder. Gordon gestaltete das Gebäude teilweise bei sich zu Hause, während er sich von einer Gelbsucht erholte. Einer Quelle zufolge war die weitreichende Verwendung von Sichtbeton auf ein stark begrenztes Budget des Investors zurückzuführen: Die für den Bau verfügbaren Mittel schlossen eine hochwertige Verkleidung der Fassade aus. Die Entwurfsphase war 1960 abgeschlossen; im November 1962 war das Gebäude fertiggestellt.

### Nutzungsgeschichte
Etwa drei Jahrzehnte lang wurden die oberen Stockwerke der ursprünglichen Planung entsprechend gewerblich genutzt. Infolge der sinkenden Nachfrage nach Büroraum kam es zu Beginn der 1990er-Jahre zunehmend zu Leerstand. Daraufhin wurde das Gebäude zur Wohnnutzung umgebaut. Die Wohnungen wurden schrittweise verkauft und von den Käufern entweder selbst genutzt oder vermietet.
Im 21. Jahrhundert nahm die Zahl der regulären Wohnungsmieter im Eros House immer weiter ab. Mindestens 45 Wohnungen waren 2018 von der Stadt oder von privaten Organisationen angemietet, die sie von Obdachlosigkeit bedrohten Personen als Notunterkünfte zur Verfügung stellen. Dabei kam es zu einer Verdichtung, weil einige Wohnungen geteilt wurden, um zusätzliche Zimmer zu schaffen. Die Folge war eine deutliche Überbelegung des Gebäudes. Eros House verfiel zusehends. Es war ab 2018 wegen seines schlechten Erhaltungszustands wiederholt Gegenstand von Presseberichten. Bewohner beklagten unter anderem defekte Heizungen, Schimmel und mangelnde Sicherheit. Weder der Gebäudeeigentümer noch die mietenden Organisationen waren bereit, notwendige Reparaturen durchzuführen. Dennoch erzielten die Vermieter teilweise hohe Mietzinsen. 2018 kostete eine mit Schimmel befallene Zweizimmerwohnung wöchentlich 380 £, umgerechnet 437,60 €.
Während die meisten von Rodney Gordons Arbeiten zu Beginn des 21. Jahrhunderts abgerissen wurden, steht Eros House noch. Konkrete Pläne, das Gebäude abzureißen, gibt es nicht.

## Auszeichnungen
Eros House erhielt 1963 eine Medaille des Royal Institute of British Architects und 1964 einen Civic Trust Award.
Eros House ist in der Statutory List of Buildings of Special Architectural or Historic Interest als Grade II (Bauwerk von nationaler Bedeutung und speziellem Interesse) gelistet.

## Kritiken
Eros House ist „einer der frühesten und besten Vertreter brutalistischer Hochhäuser, die in den 1960er- und 1970er-Jahren in London wie Pilze aus dem Boden schossen“. Der britische Architekturkritiker Ian Nairn sah das Gebäude 1966 ambivalent:

“A monster sat down in Catford; and just what the place needed … This most craggy and uncompromising of new London buildings turns out to be full of firm gentleness.”

„Ein Monster hat sich in Catford niedergelassen; genau das, was dieser Ort brauchte. Dieses schroffste und kompromissloseste der neuen Gebäude Londons zeigt sich von standfester Freundlichkeit.“